# Костайница (город, Босния и Герцеговина)
Костайница (серб. Костајница / Kostajnica, босн. Bosanska Kostajnica, хорв. Bosanska Kostajnica)  —  город в северной части Боснии и Герцеговины. Административный центр одноимённой общины. Входит в регион Приедор Республики Сербской. Город расположен на реке Уна, на границе с Хорватией напротив города Хрватска-Костайница.

## Название
До боснийской войны город имел название Босанска-Костайница. Затем правительством Республики Сербской введено (затем временно отменено судом БиГ) и вновь утверждено название Костайница.

## Население

### 1991 год
- Всего — 3,768 (100 %);
- сербы — 1.715 (45,51 %);
- боснийцы — 1.659 (44,02 %);
- югославы — 182 (4,83 %);
- хорваты — 126 (3,34 %);
- другие — 86 (2,28 %).

### 2013 год
Численность населения города по переписи 2013 года составила 4 047 человек, общины — 6 038 человек.